# Dawsonia superba
Dawsonia superba là một loài rêu trong họ Polytrichaceae. Loài này được Grev. mô tả khoa học đầu tiên năm 1847.

## Hình ảnh

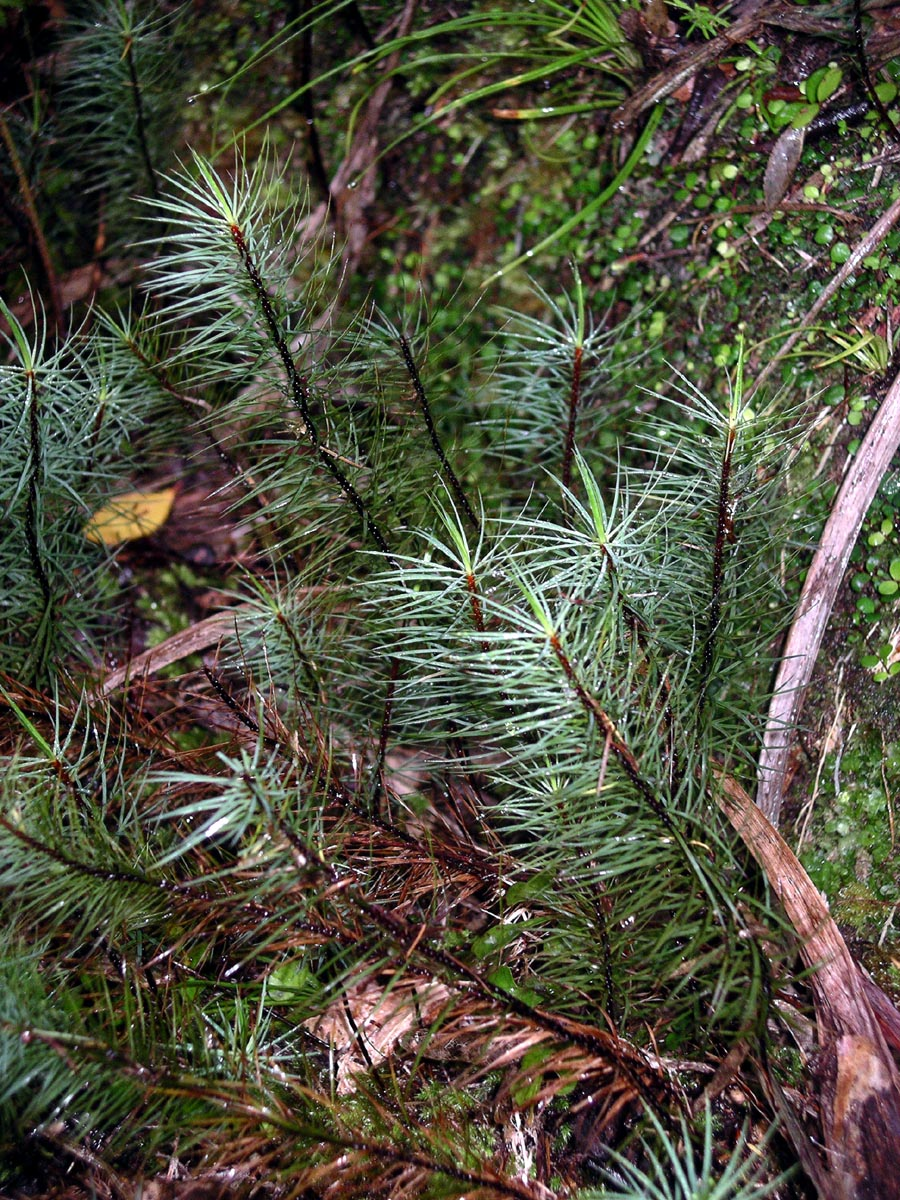